# 里弗頓鎮區 (明尼蘇達州克萊縣)
里弗頓鎮區（英語：Riverton Township）是位於美國明尼蘇達州克萊縣的一個行政鎮區。此地得名自附近的水牛河（Buffalo River）。

## 地方資料
里弗頓鎮區的面積為92.70平方千米，當中陸地面積為92.60平方千米，而水域面積為0.10平方千米。根據2020年美國人口普查的數據，當地共有人口435人，而人口密度為每平方千米4.69人。